# Henri Fantin-Latour

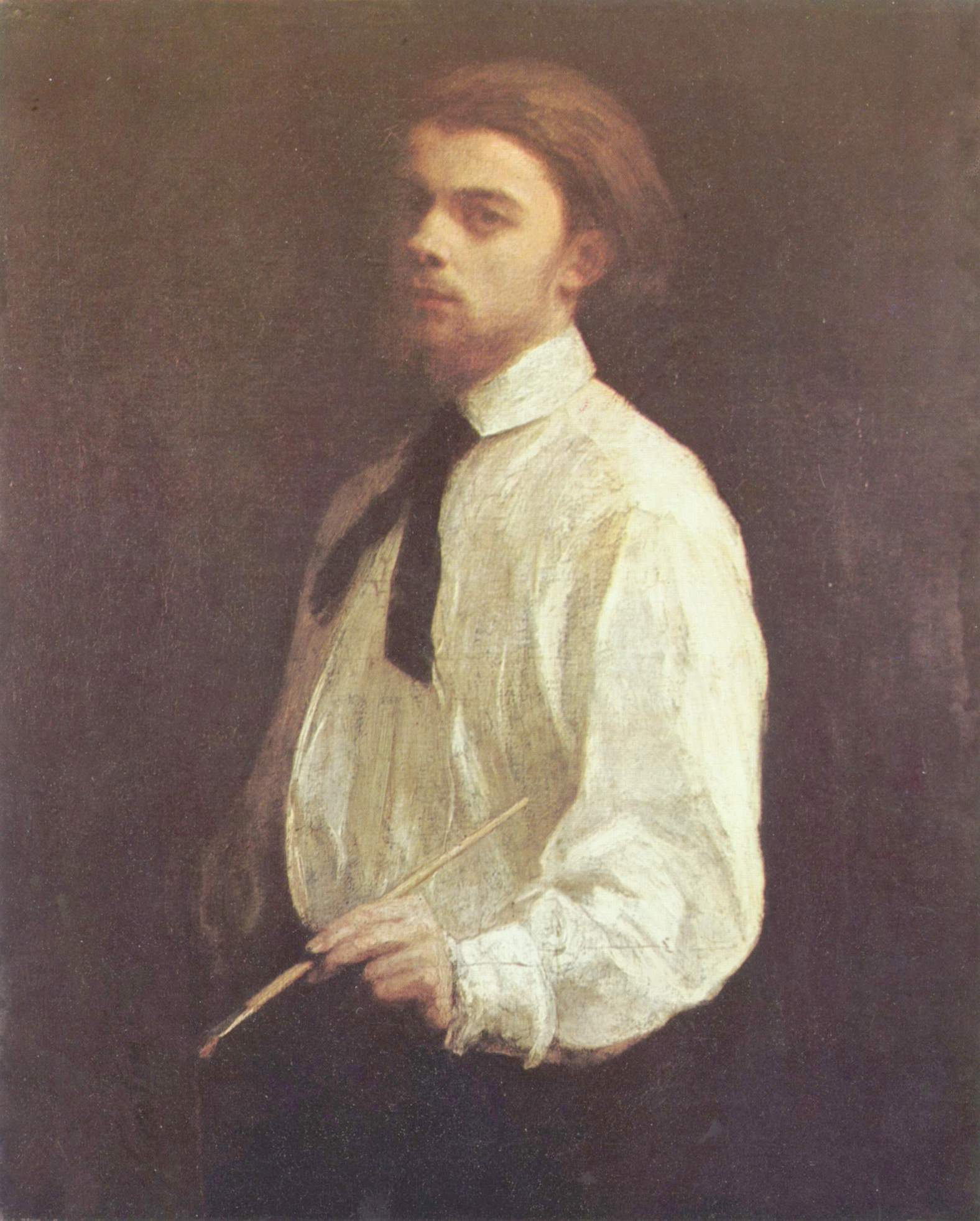
Henri Fantin-Latour, autoritratto (1859), Museo di Grenoble

Ignace Henri Jean Théodore Fantin-Latour (Grenoble, 14 gennaio 1836 – Buré, 25 agosto 1904) è stato un pittore e litografo francese.

## Biografia
Ignace Henri Jean Théodore Fantin-Latour, meglio noto come Henri Fantin-Latour, nacque a Grenoble il 14 gennaio 1836, da padre pittore, Jean-Théodore Fantin-Latour, e da Hélène de Naidenoff.
Si avvicinò al mondo dell'arte dapprima grazie al padre, poi sotto la guida di Horace Lecoq de Boisbaudran.

A partire dal 1854 studiò alla Scuola di Belle Arti di Parigi, dove, affascinato dalla materia cromatica, trasse particolare ispirazione da maestri del passato come il Veronese e Rembrandt.

Nel 1859 incontrò Gustave Courbet, nel cui studio lavorò nei due anni seguenti. Fu grande amico del pittore paesaggista Stanislas Lépine, alle cui necessità finanziarie dovette sovente sopperire.

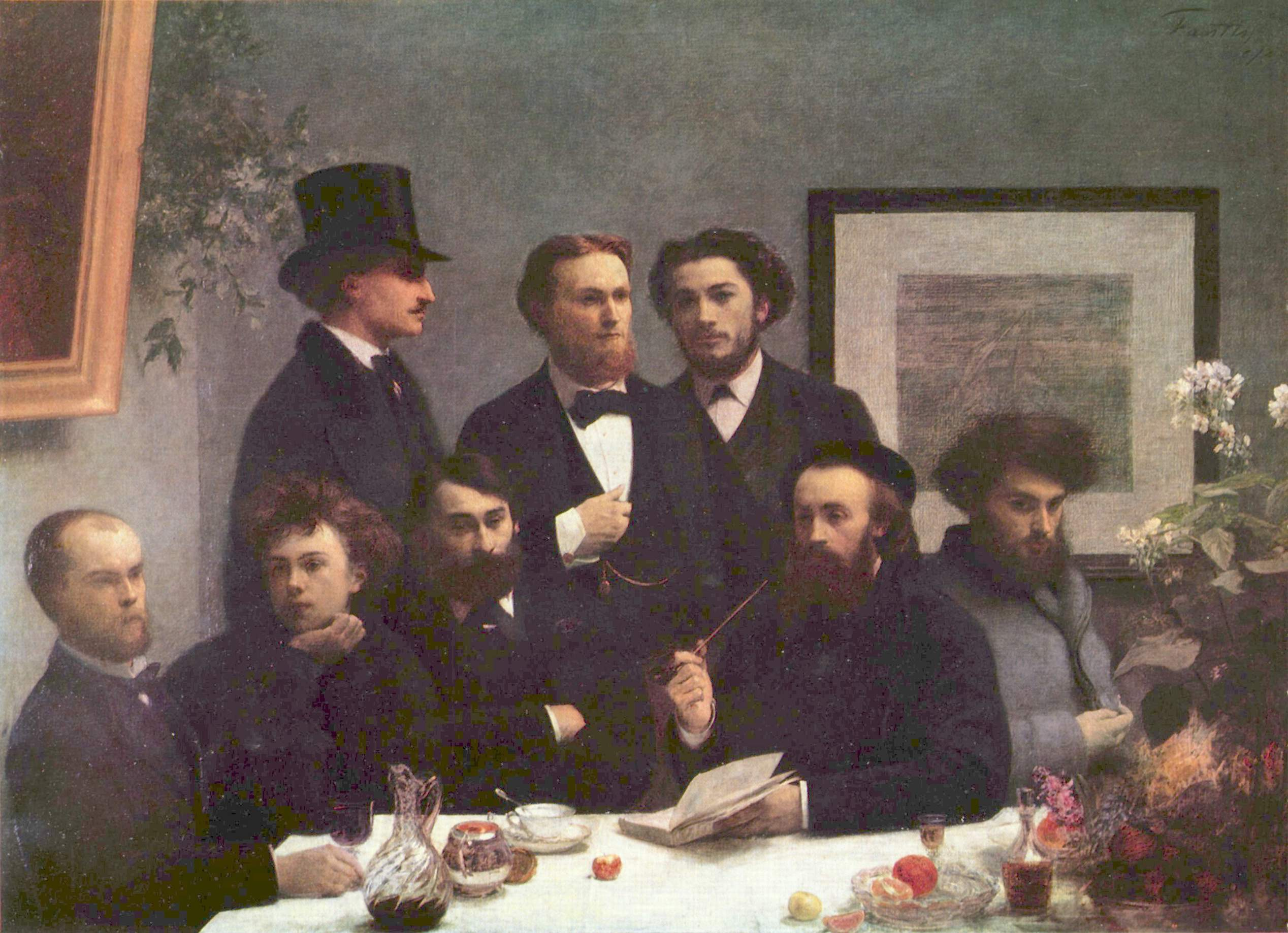
Le coin de table (1872)

Anche se contemporaneo e ammiratore di Édouard Manet, rifiutò di fare parte degli impressionisti e sviluppò un proprio stile: un realismo lirico e intimista che mette in risalto il carattere costruttivo della composizione.

I suoi soggetti preferiti sono le nature morte, in particolare fiori, ed i ritratti di molti artisti del tempo, di cui era amico.

Fantin-Latour è ben noto anche per le litografie, in cui ritrasse famosi compositori e cercò di rendere su tela la loro musica.

In questo si avvicinò a Whistler; fu proprio Whistler a far conoscere Fantin-Latour negli ambienti artistici inglesi in un momento in cui la pittura francese del periodo non era molto apprezzata al di fuori dei propri confini.

Verso la fine della sua vita si dedicò essenzialmente a soggetti d'immaginazione, ispirati a temi musicali da Wagner a Berlioz con uno stile molto libero fatto di ritmi e di armonie; questo suo tentativo di trasferire i sentimenti musicali su tela gli attirò l'attenzione di alcune correnti francesi d'avanguardia: la sua pittura fu importante soprattutto per la direzione stilistica che avrebbe preso il nascente movimento del simbolismo.
Nel 1876 Fantin-Latour sposò una pittrice sua allieva, Victoria Dubourg.

Da allora passò molto tempo nella tenuta di campagna della famiglia di sua moglie a Buré, nel dipartimento di Orne in Bassa Normandia, dove morì il 25 agosto 1904.

## Altri media
- Il suo dipinto A basket of roses è stato usato nel 1983 come copertina per il noto album Power, Corruption and Lies dei New Order

## Galleria d'immagini

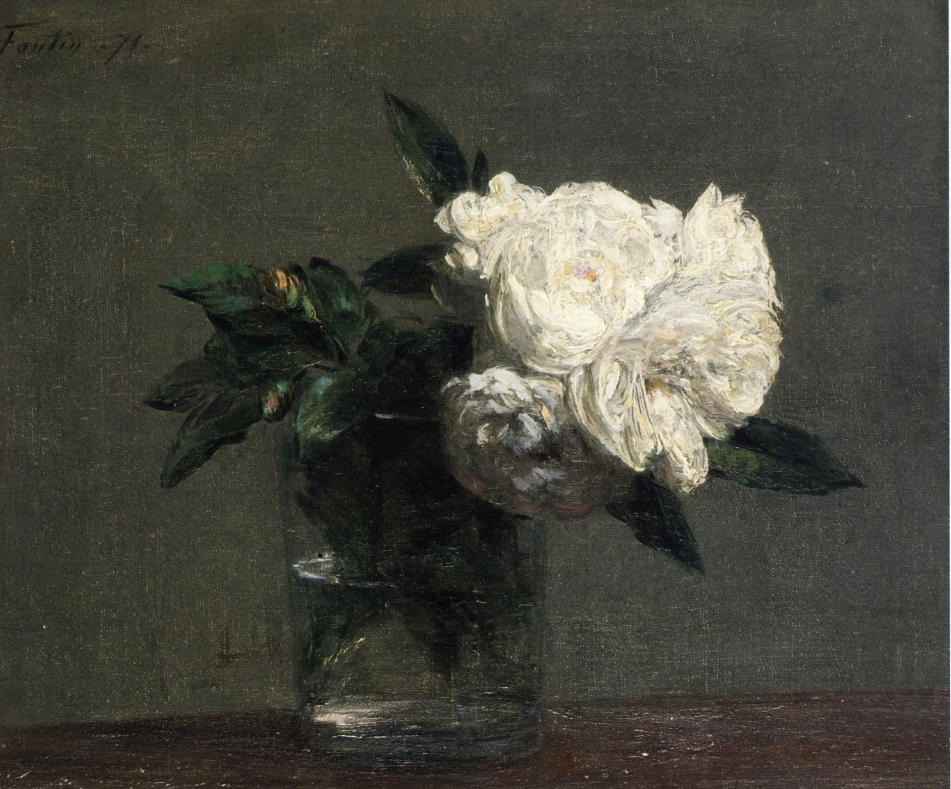
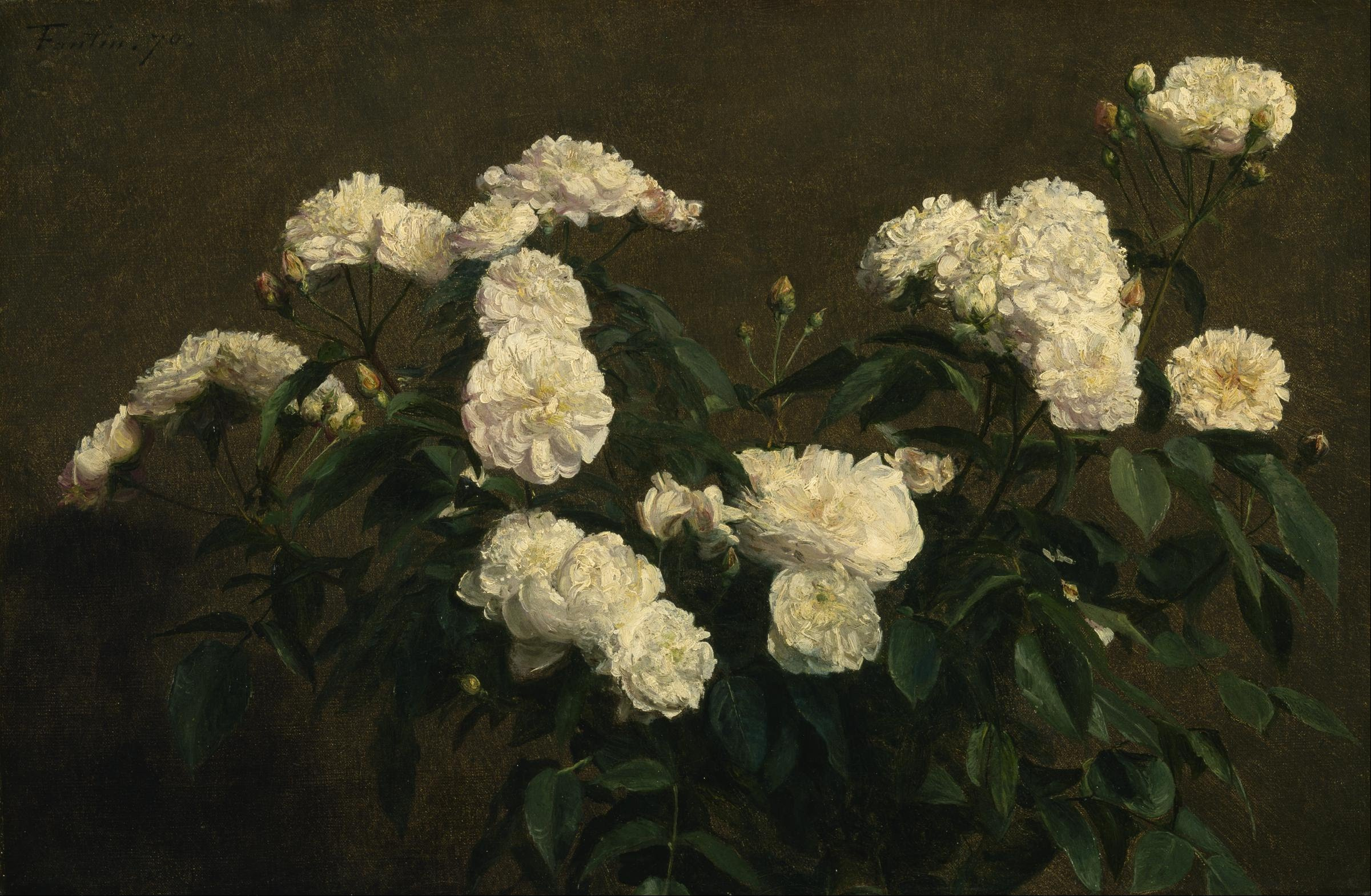
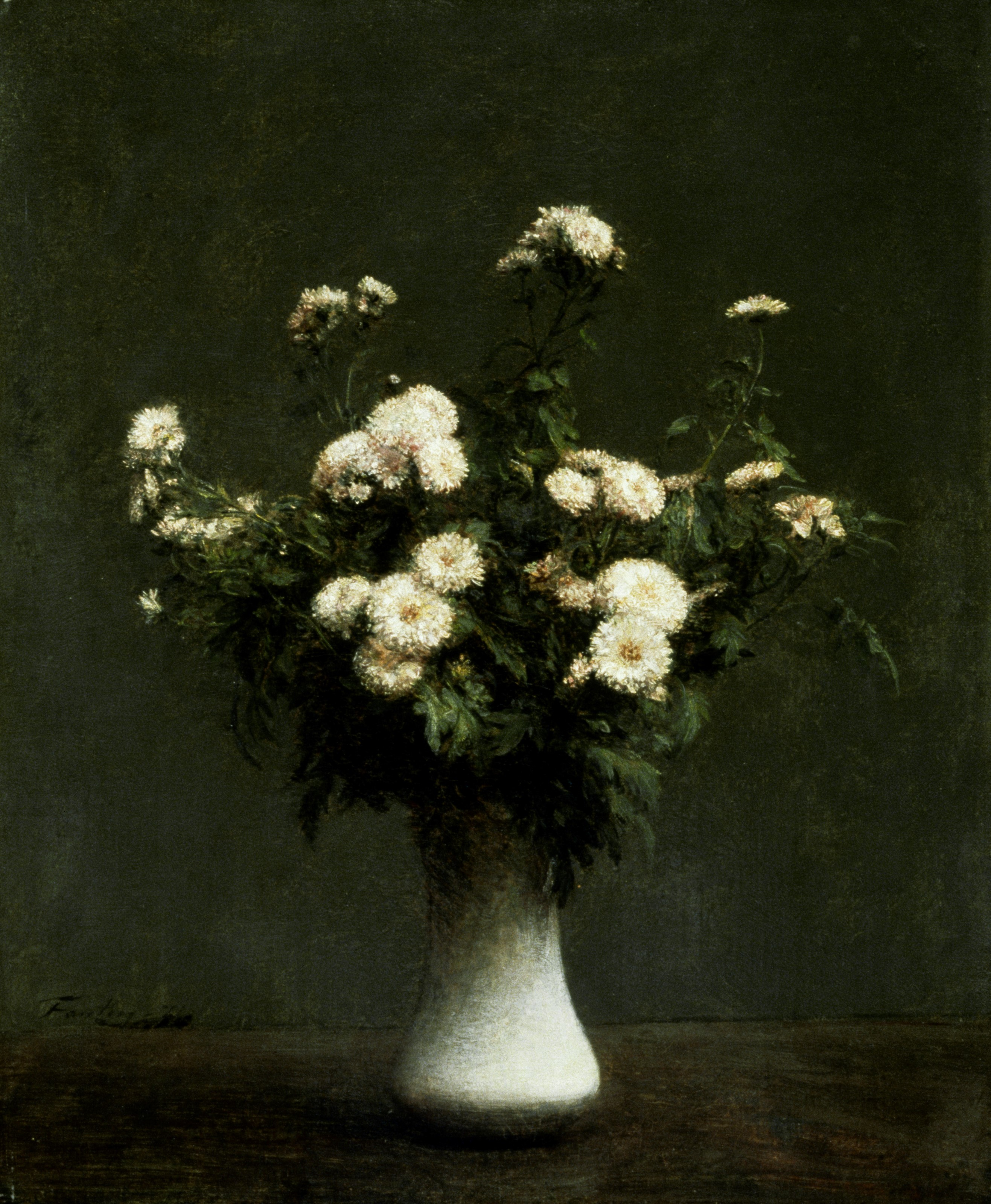
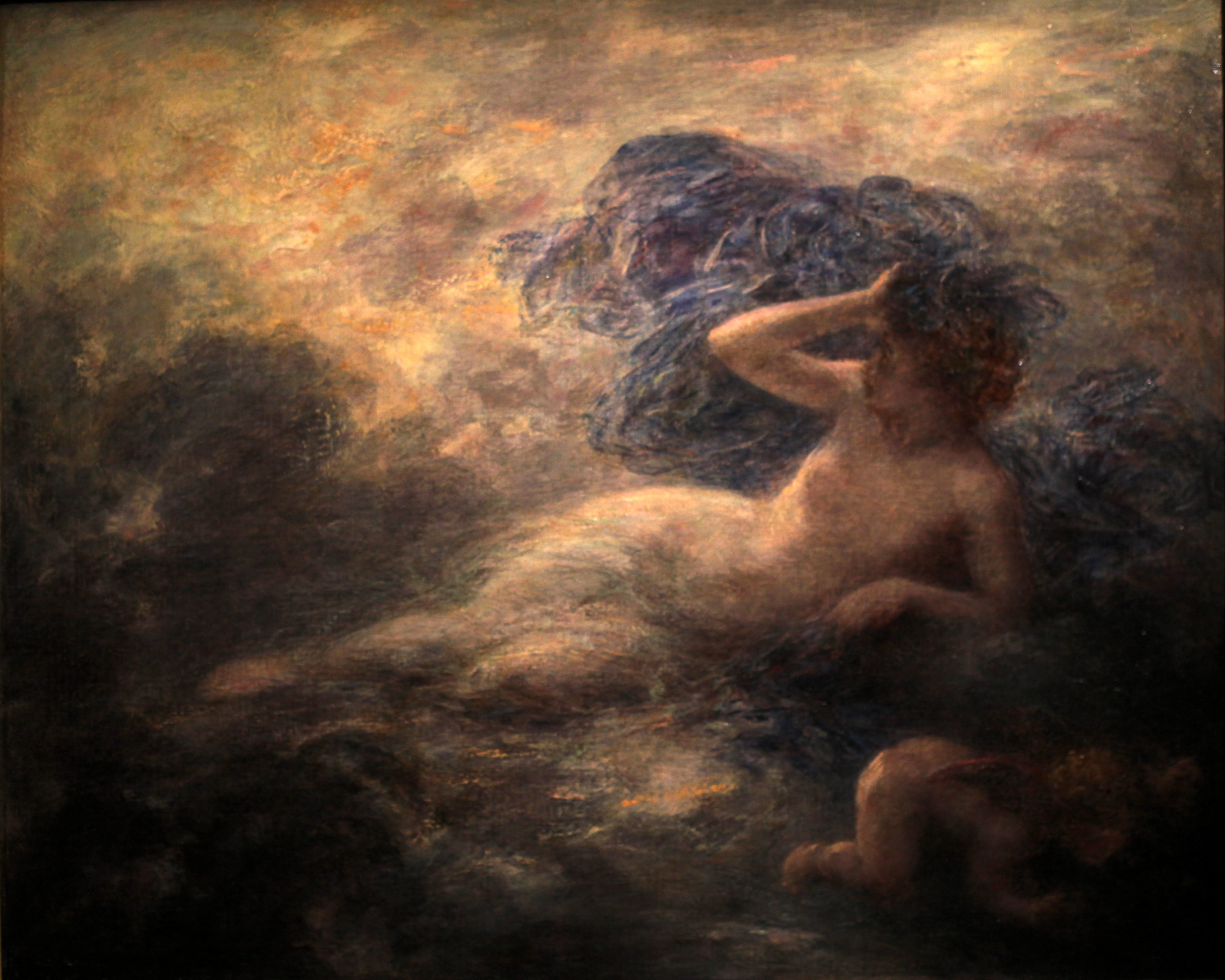
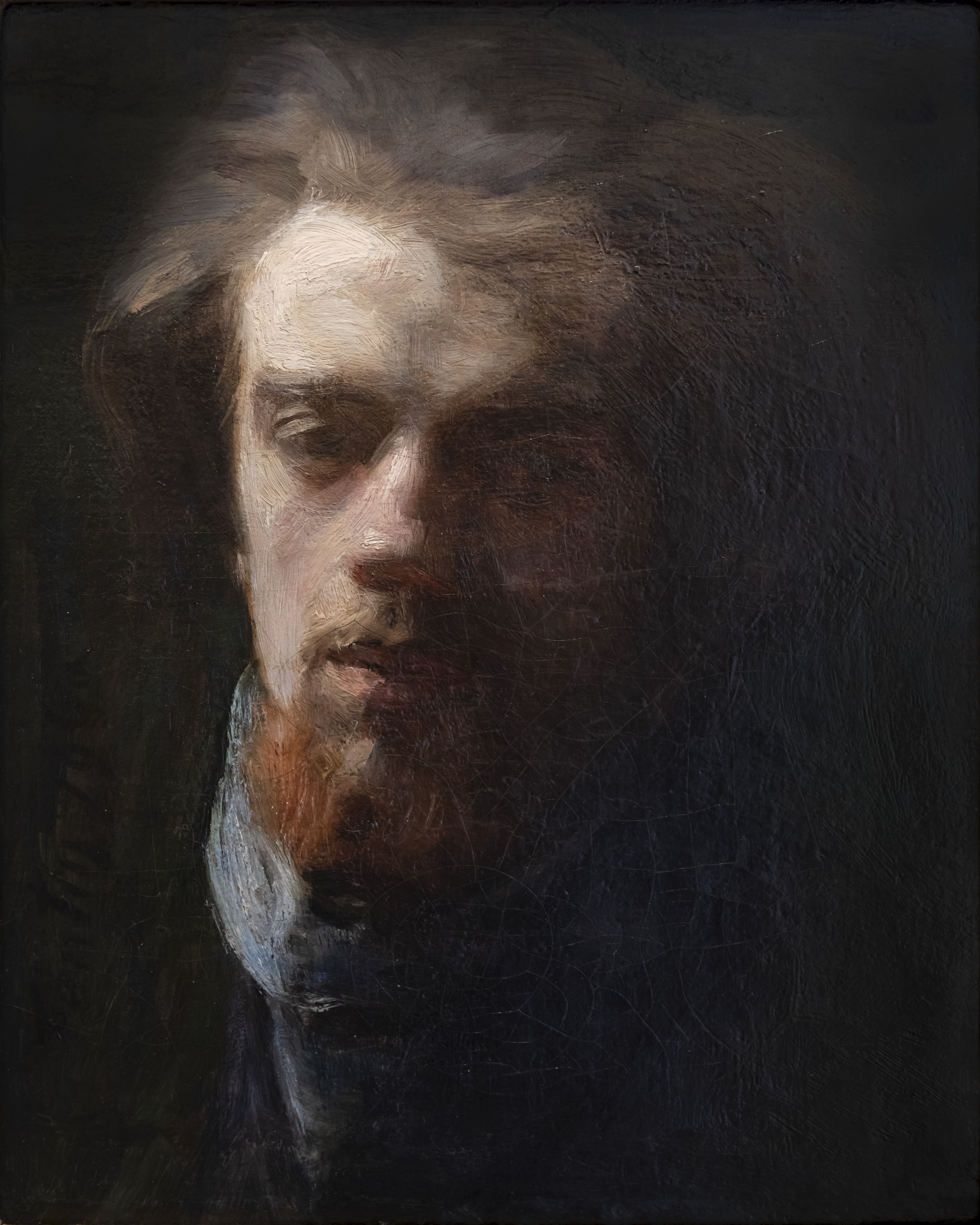
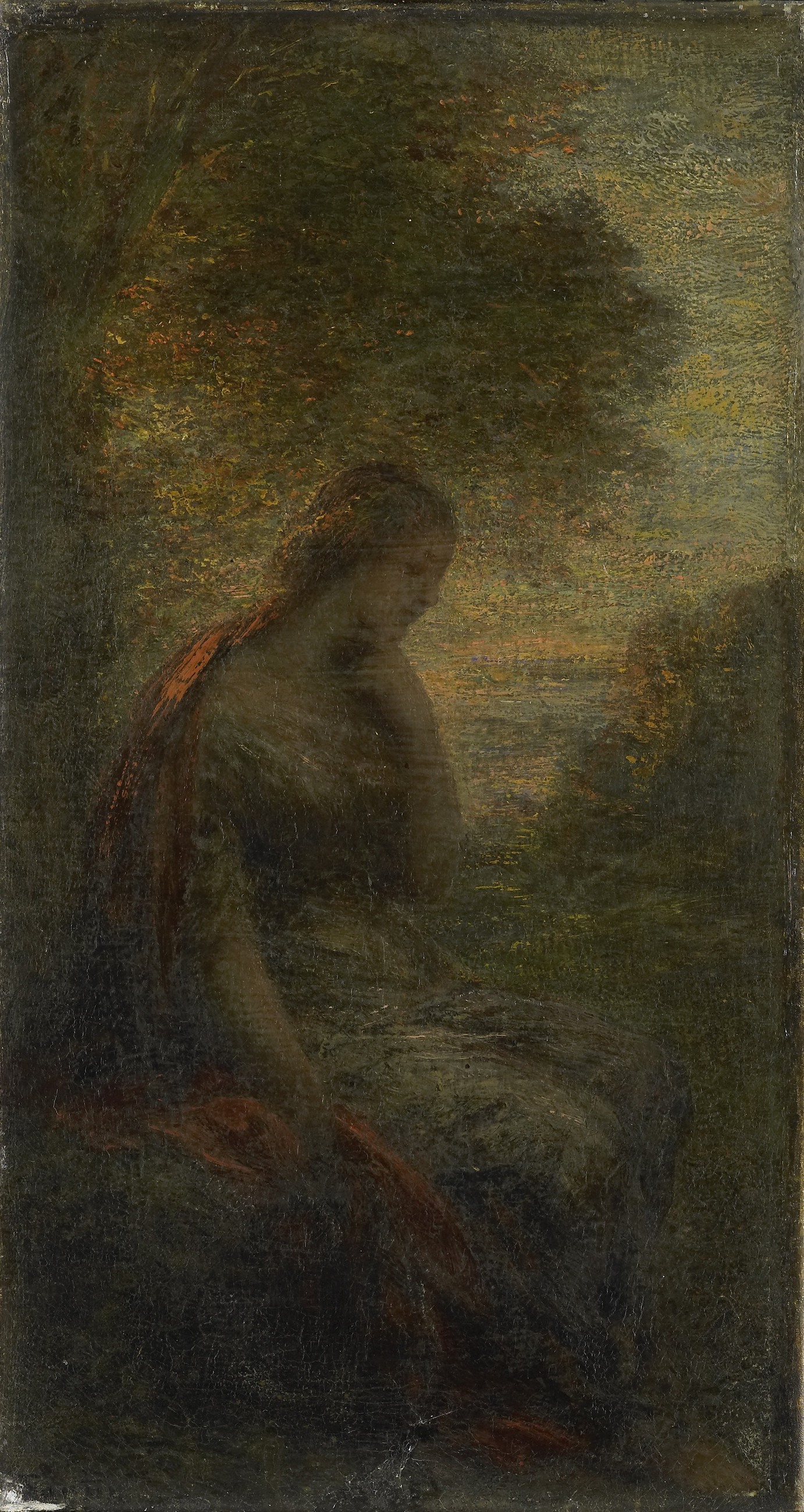

## Opere
- Le coin de table